# Municipio de Denver (condado de Isabella)
El municipio de Denver (en inglés: Denver Township) es un municipio ubicado en el condado de Isabella en el estado estadounidense de Míchigan. En el año 2010 tenía una población de 1148 habitantes y una densidad poblacional de 12,16 personas por km².

## Geografía
El municipio de Denver se encuentra ubicado en las coordenadas 43°41′28″N 84°39′44″O / 43.69111, -84.66222. Según la Oficina del Censo de los Estados Unidos, el municipio tiene una superficie total de 94.38 km², de la cual 94,3 km² corresponden a tierra firme y (0,09 %) 0,09 km² es agua.

## Demografía
Según el censo de 2010, había 1148 personas residiendo en el municipio de Denver. La densidad de población era de 12,16 hab./km². De los 1148 habitantes, el municipio de Denver estaba compuesto por el 86,24 % blancos, el 0,7 % eran afroamericanos, el 8,97 % eran amerindios, el 0,44 % eran asiáticos, el 0,44 % eran de otras razas y el 3,22 % eran de una mezcla de razas. Del total de la población el 2,53 % eran hispanos o latinos de cualquier raza.